# Różeniec

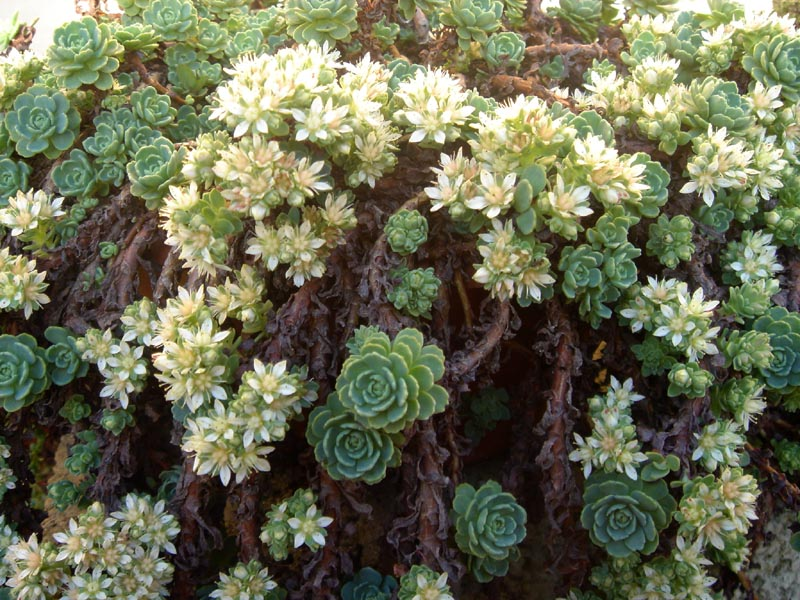
Rhodiola pachyclados

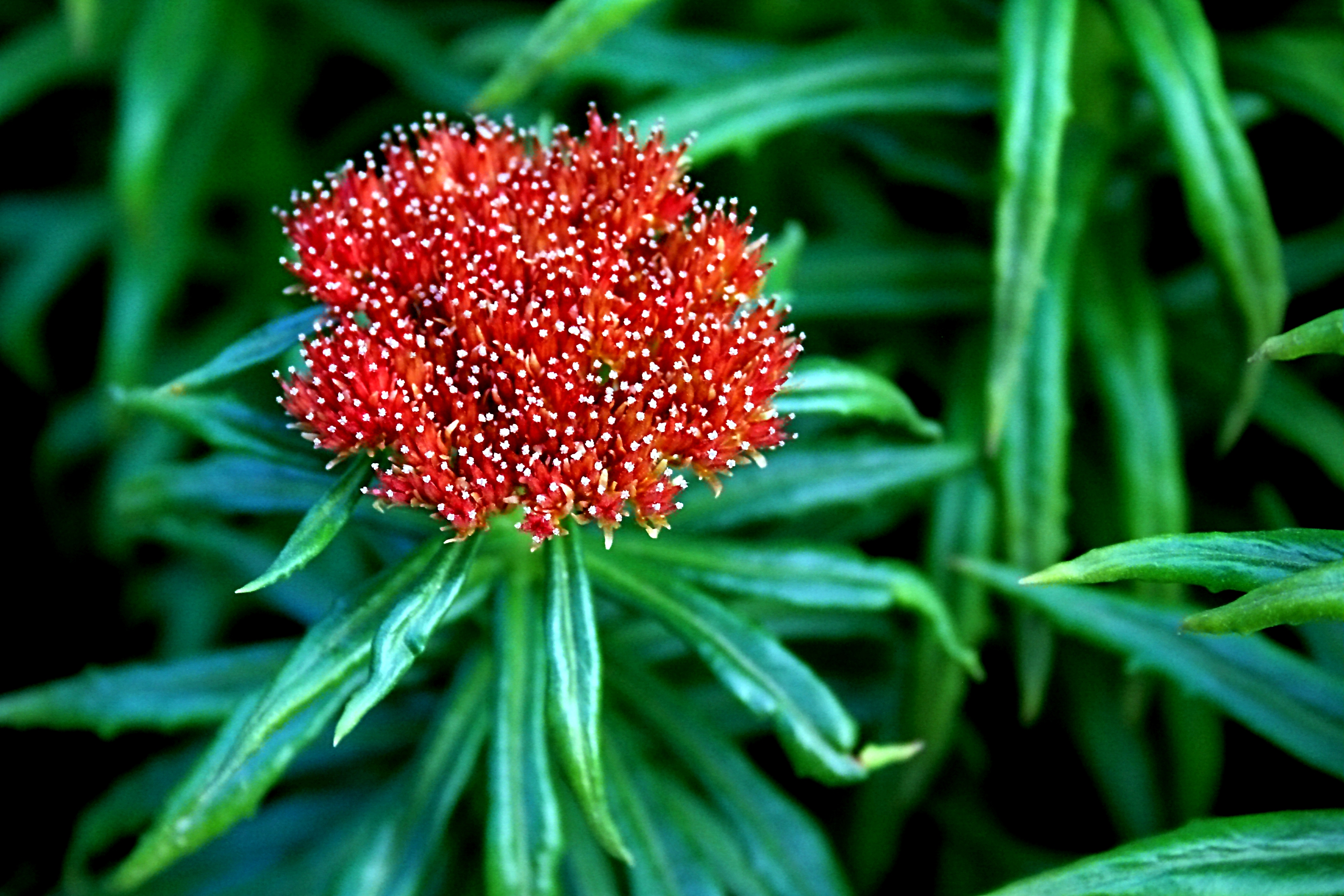
Rhodiola kirilowii

Różeniec (Rhodiola L.) – rodzaj roślin należący do rodziny gruboszowatych. Obejmuje około 90 gatunków występujących w górach i w strefie arktycznej półkuli północnej. Centrum zróżnicowania stanowi Azja środkowa i wschodnia – w Chinach rośnie 55 gatunków z tego rodzaju. Z flory polskiej zaliczany jest do niego tylko różeniec górski (Rhodiola rosea).

## Morfologia
PokrójByliny z grubym lub cienkim kłączem, z którego wierzchołka wystającego nieco nad powierzchnię ziemi co wiosnę wyrasta jeden lub wiele nowych, nierozgałęzionych pędów nadziemnych. Pędy są nagie, rzadziej owłosione, osiągają od kilku cm do ok. 60 cm wysokości, u silnie rozgałęziających się roślin tworzą rozległe kępy.
LiścieNa szczycie kłącza łuskowate, brązowe, rzadziej z zieloną blaszką liściową. Liście na pędach kwiatostanowych zielone, pojedyncze i mięsiste, zwykle skrętoległe, rzadko naprzeciwległe i okółkowe. Blaszka równowąska do jajowatej, całobrzega lub ząbkowana.
KwiatyZebrane w szczytowe kwiatostany złożone, zwykle baldachokształtne wierzchotki, rzadko jednokwiatowe. Kwiaty zwykle obupłciowe, rzadko rozdzielnopłciowe. Kielich zwykle 4–5 działkowy, rzadko z 3 lub 6 działek złożony. Płatków tyle, co działek. Płatki rozpostarte, różnej barwy – zielonkawe, białe, żółte, różowe do ciemnoczerwonych. Pręciki w dwóch okółkach i w liczbie zwykle dwa razy większej od liczby płatków. Zalążnia górna, utworzona z owocolistków w liczbie równej płatkom.
OwoceWzniesione ku górze mieszki kilku- i wielonasienne. Nasiona żebrowane.

## Systematyka
Pozycja systematyczna
Rodzaj Rhodiola należy do podrodziny Sempervivoideae z rodziny gruboszowatych Crassulaceae, alternatywnie w obrębie tej rodziny zaliczany jest do podrodziny Sedoideae, plemienia Sedeae i podplemienia Umbilicinae. W szerokim ujęciu rodzaju rozchodnik Sedum gatunki tu zaliczane włączane były do niego jako podrodzaj Rhodiola.
Wykaz gatunków
- Rhodiola algida (Ledeb.) Fisch. & C.A.Mey.
- Rhodiola alsia (Fröd.) S.H.Fu
- Rhodiola amabilis (H.Ohba) H.Ohba
- Rhodiola angusta Nakai
- Rhodiola atsaensis (Fröd.) H.Ohba
- Rhodiola atuntsuensis (Praeger) S.H.Fu
- Rhodiola bouffordii H.Ohba
- Rhodiola bupleuroides (Wall. ex Hook.f. & Thomson) S.H.Fu
- Rhodiola calliantha (H.Ohba) H.Ohba
- Rhodiola chrysanthemifolia (H.Lév.) S.H.Fu
- Rhodiola coccinea (Royle) Boriss.
- Rhodiola crenulata (Hook.f. & Thomson) H.Ohba
- Rhodiola cretinii (Raym.-Hamet) H.Ohba
- Rhodiola daochengensis J.Q.Zhang & G.Y.Rao
- Rhodiola discolor (Franch.) S.H.Fu
- Rhodiola dumulosa (Franch.) S.H.Fu
- Rhodiola fastigiata (Hook.f. & Thomson) S.H.Fu
- Rhodiola feiyongii H.Ohba, S.Akiyama & S.K.Wu
- Rhodiola forrestii (Raym.-Hamet) S.H.Fu
- Rhodiola fushuhsiae H.Ohba, S.Akiyama & S.K.Wu
- Rhodiola gelida Schrenk ex Fisch. & C.A.Mey.
- Rhodiola handelii H.Ohba
- Rhodiola heterodonta (Hook.f. & Thomson) Boriss. – różeniec ząbkowany
- Rhodiola himalensis (D.Don) S.H.Fu – różeniec himalajski
- Rhodiola hobsonii (Prain ex Raym.-Hamet) S.H.Fu
- Rhodiola hookeri S.H.Fu
- Rhodiola humilis (Hook.f. & Thomson) S.H.Fu
- Rhodiola imbricata Edgew.
- Rhodiola integrifolia Raf.
- Rhodiola ishidae (Miyabe & Kudô) H.Hara
- Rhodiola junggarica Chang Y.Yang & N.R.Cui
- Rhodiola kaschgarica Boriss.
- Rhodiola kirilowii (Regel) Maxim. – różeniec Kiryłowa
- Rhodiola kunlunica H.Ohba, S.Akiyama & S.K.Wu
- Rhodiola liciae (Raym.-Hamet) S.H.Fu
- Rhodiola litvinovii Boriss.
- Rhodiola lobulata (N.B.Singh & U.C.Bhattach.) H.Ohba
- Rhodiola ludlowii H.Ohba
- Rhodiola macrocarpa (Praeger) S.H.Fu
- Rhodiola marginata Grierson
- Rhodiola multibracteata H.Chuang
- Rhodiola nepalica (H.Ohba) H.Ohba
- Rhodiola nobilis (Franch.) S.H.Fu
- Rhodiola pachyclados (Aitch. ex Hemsl.) H.Ohba – różeniec grubołodygowy
- Rhodiola pamiroalaica Boriss. – różeniec pamiroałtajski
- Rhodiola prainii (Raym.-Hamet) H.Ohba
- Rhodiola primuloides (Franch.) S.H.Fu – różeniec pierwiosnkowaty
- Rhodiola purpureoviridis (Praeger) S.H.Fu
- Rhodiola quadrifida (Pall.) Fisch. & C.A.Mey.
- Rhodiola recticaulis Boriss.
- Rhodiola rhodantha (A.Gray) H.Jacobsen – różeniec różnokwiatowy
- Rhodiola rosea L. – różeniec górski
- Rhodiola saxicola H.Ohba, S.Akiyama & S.K.Wu
- Rhodiola saxifragoides (Fröd.) H.Ohba
- Rhodiola sedoides Lidén & Bharali
- Rhodiola semenovii (Regel & Herder) Boriss. – różeniec Semenowa
- Rhodiola serrata H.Ohba
- Rhodiola sherriffii H.Ohba
- Rhodiola sinuata (Royle ex Edgew.) S.H.Fu
- Rhodiola smithii (Raym.-Hamet) S.H.Fu
- Rhodiola stapfii (Raym.-Hamet) S.H.Fu
- Rhodiola stephani (Cham.) Trautv. & C.A.Mey.
- Rhodiola subopposita (Maxim.) H.Jacobsen
- Rhodiola tangutica (Maxim.) S.H.Fu
- Rhodiola tibetica (Hook.f. & Thomson) S.H.Fu
- Rhodiola tricarpa S.Y.Meng & G.Y.Rao
- Rhodiola wallichiana (Hook.) S.H.Fu – różeniec Wallicha
- Rhodiola wenchuanensis T.Li & Hao Zhang
- Rhodiola yunnanensis (Franch.) S.H.Fu